# Nhà tưởng niệm quốc gia dành cho những người đã ngã xuống của Israel
31°46′32″B 35°10′59″Đ / 31,77556°B 35,18306°Đ

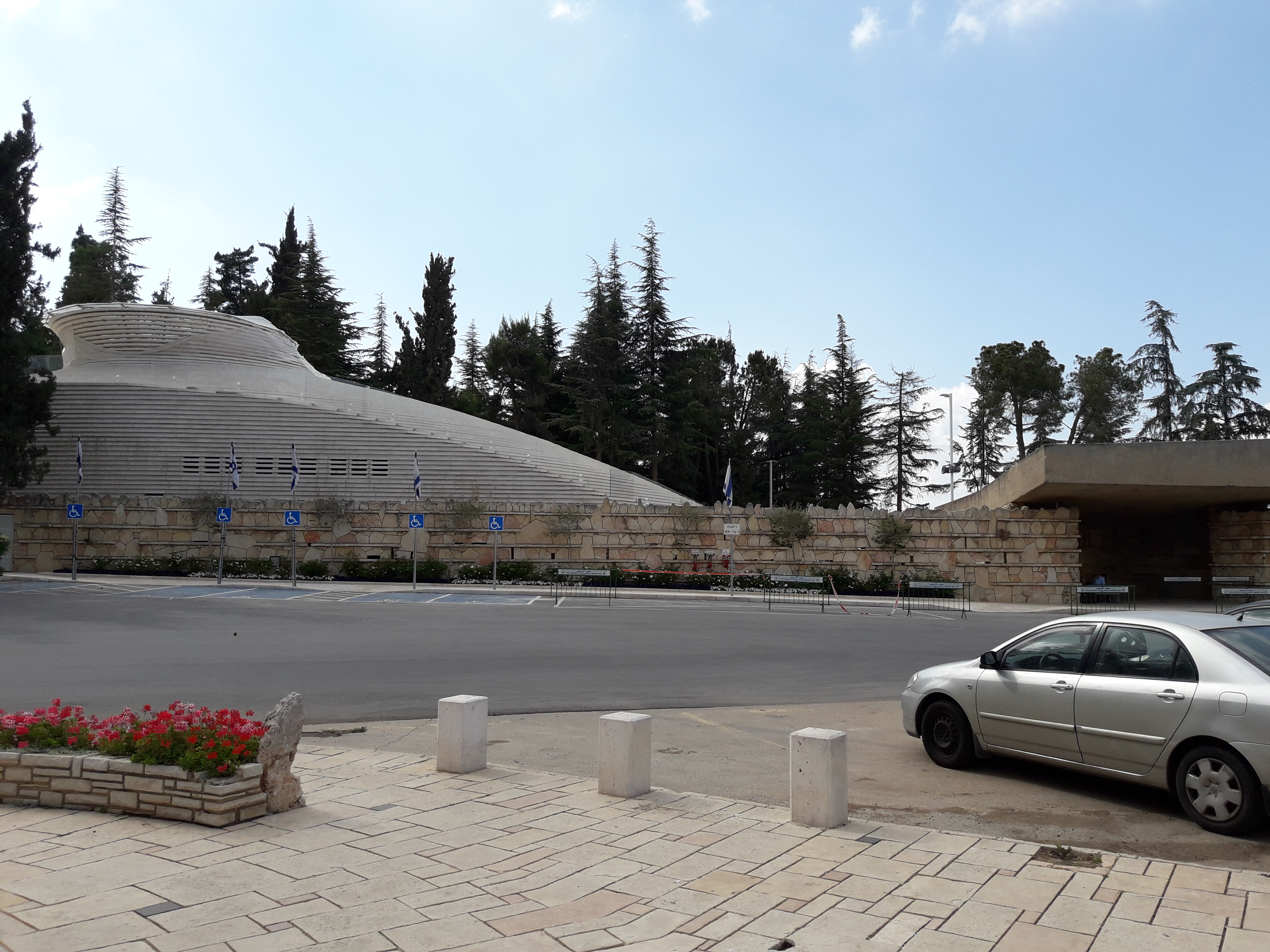

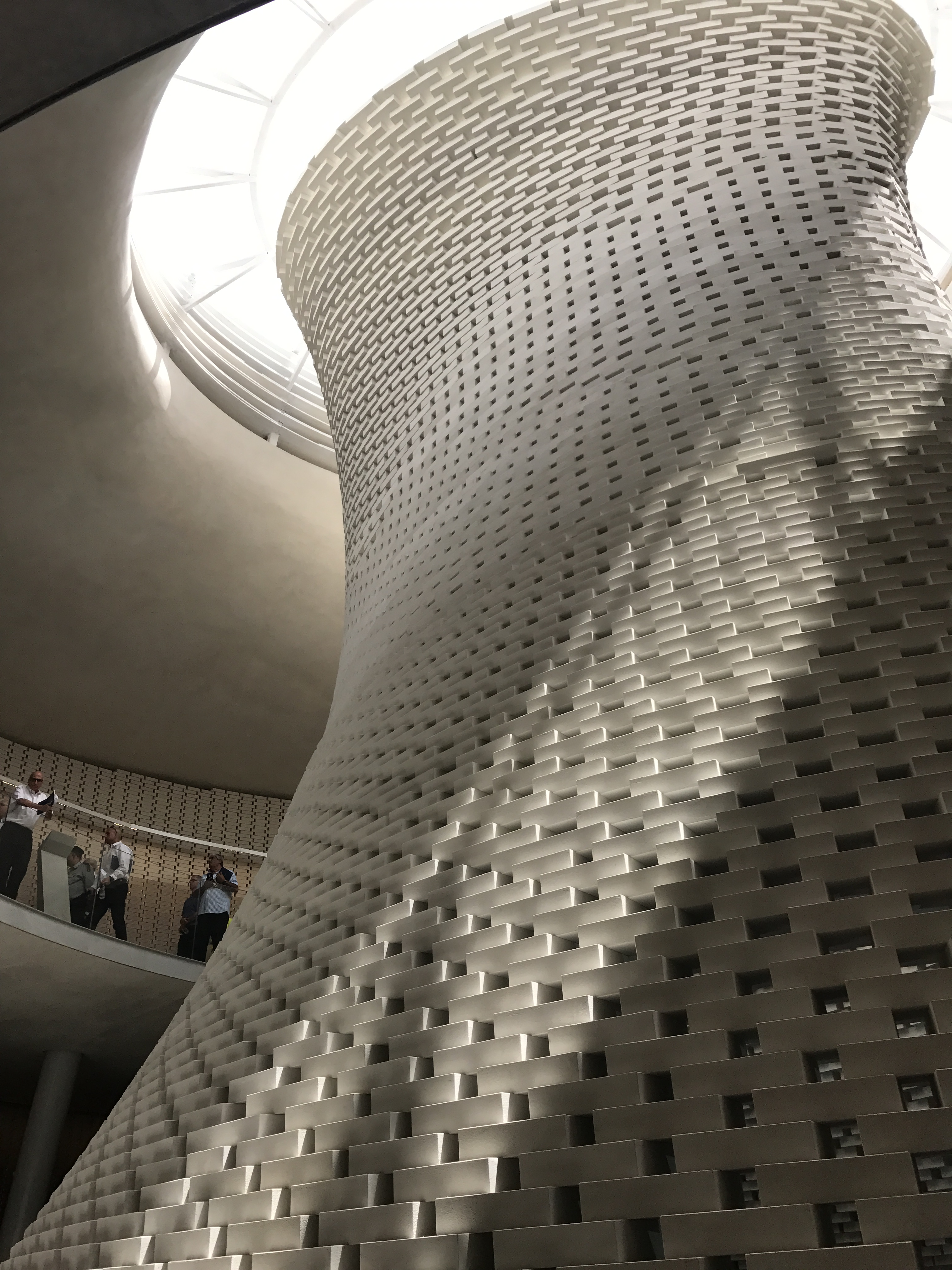

Nhà tưởng niệm quốc gia vì sự sụp đổ của Israel (National Memorial Hall For Israel's Fallen - היכל הזיכרון הממלכתי לחללי מערכות ישראל) tại Núi Herzl trong Jerusalem là sáng kiến của Bộ Quốc phòng Israel để tưởng niệm tất cả thương vong quân sự của Israel và các chiến binh Do Thái sau hậu quả của chiến tranh từ năm 1860 cho đến ngày hôm nay. Đề xuất xây dựng hội trường đã được Bộ trưởng Quốc phòng Ehud Barak công bố vào năm 2010. Đài tưởng niệm mở cửa vào ngày 30 tháng 4 năm 2017.

## Tưởng niệm chiến sĩ không xác định
Ở trung tâm của hội trường là ngọn lửa vĩnh cửu dành riêng cho những người lính vô danh của Israel.

## Thư viện ảnh

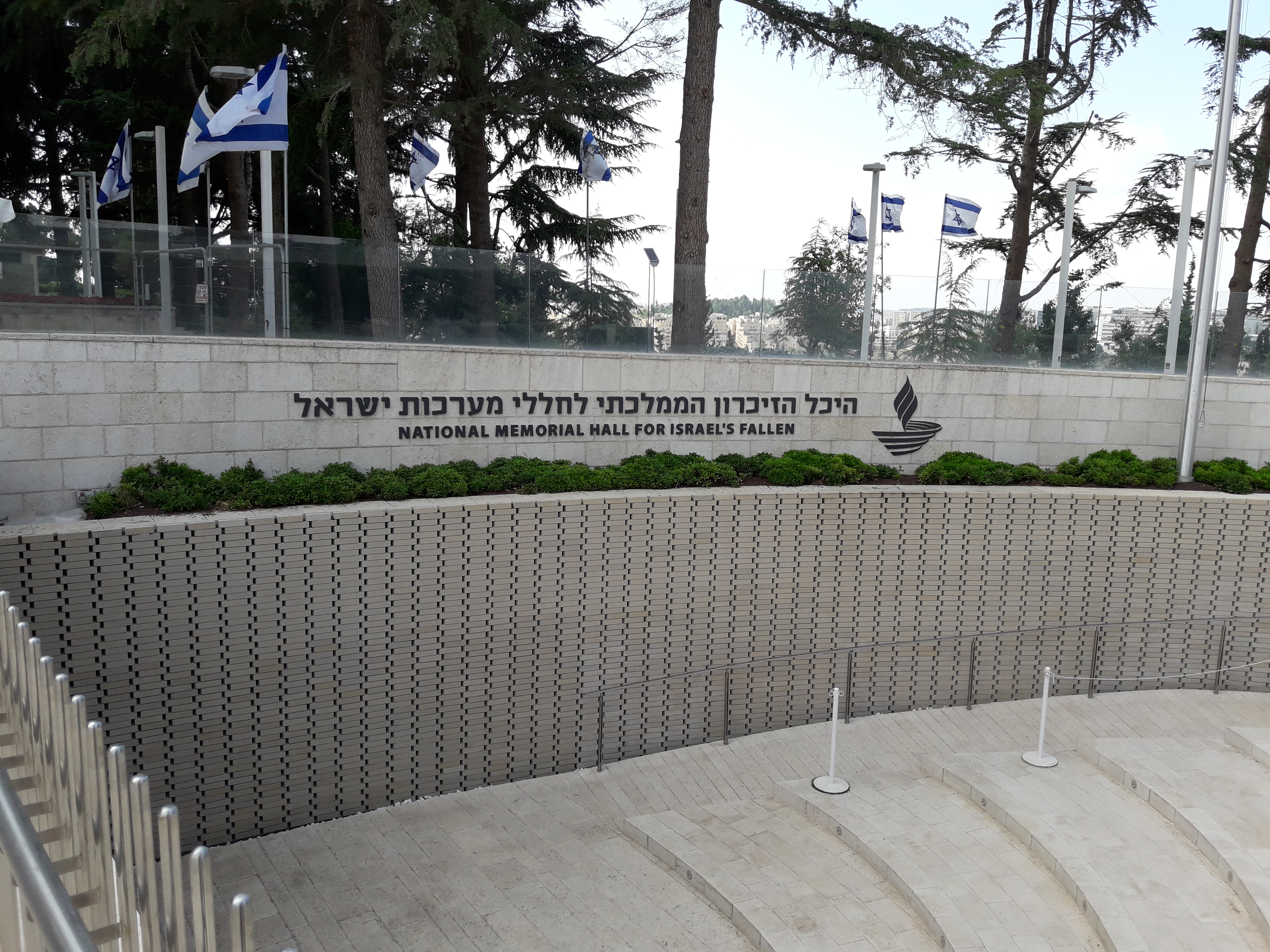
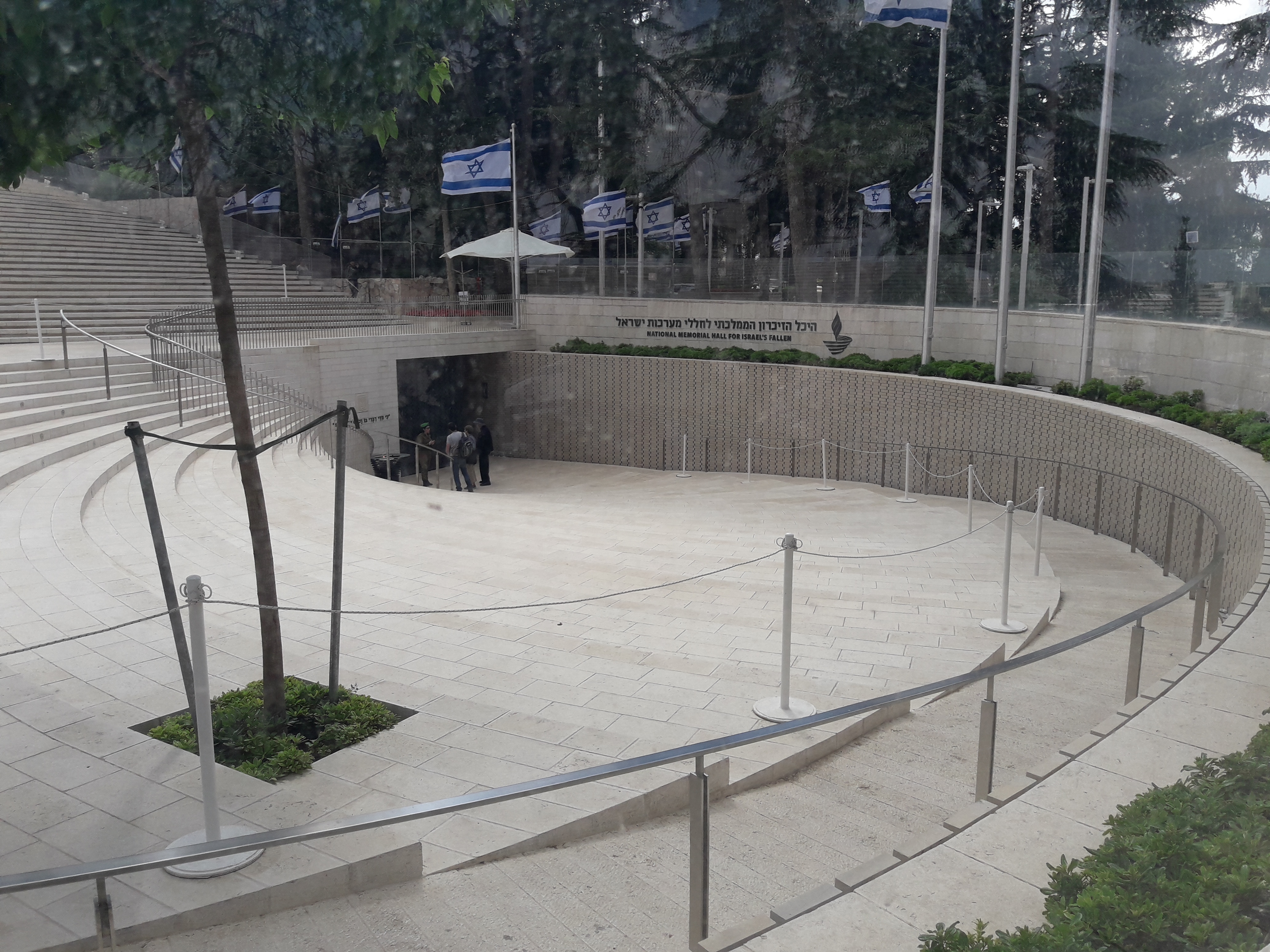
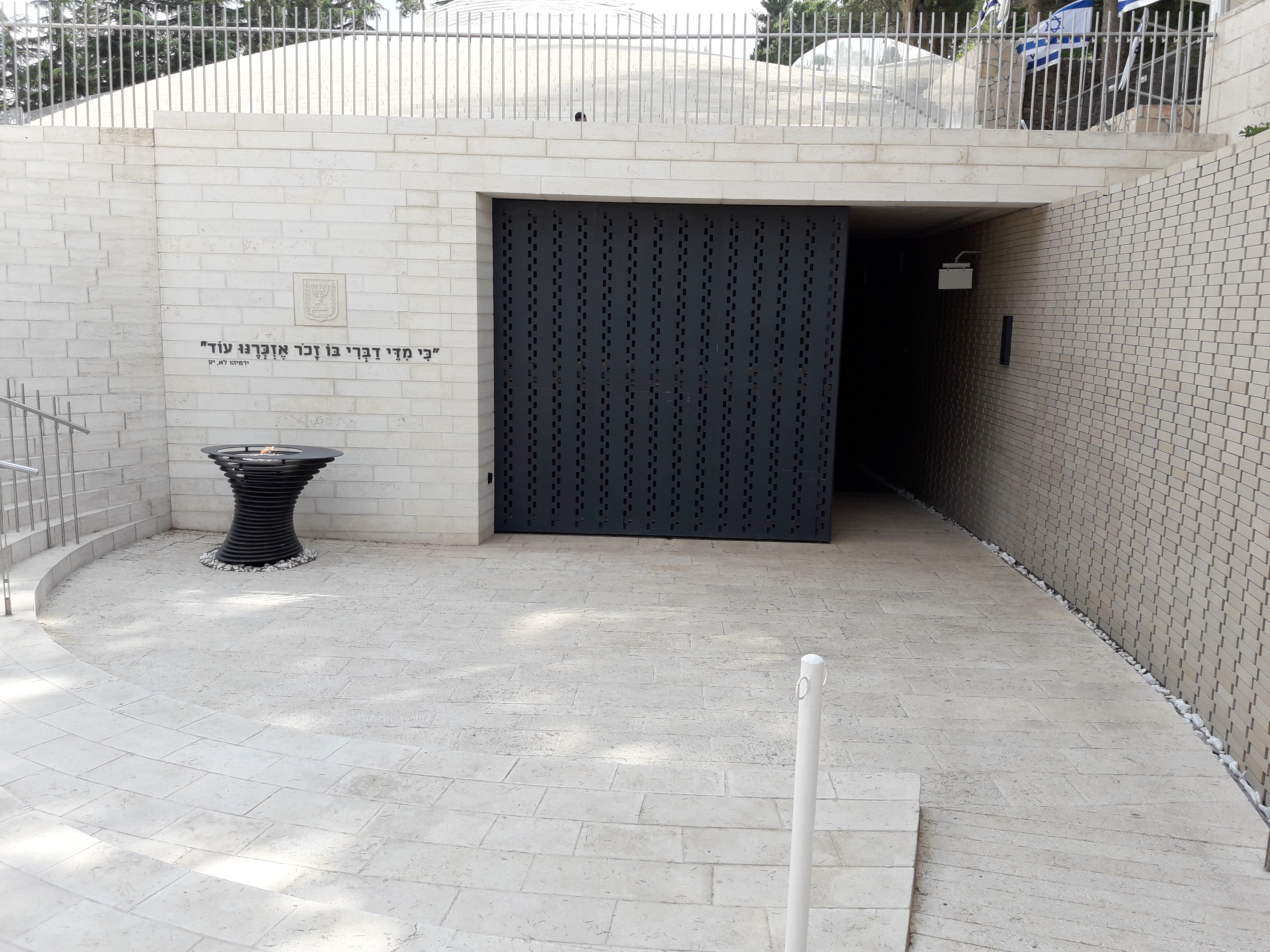
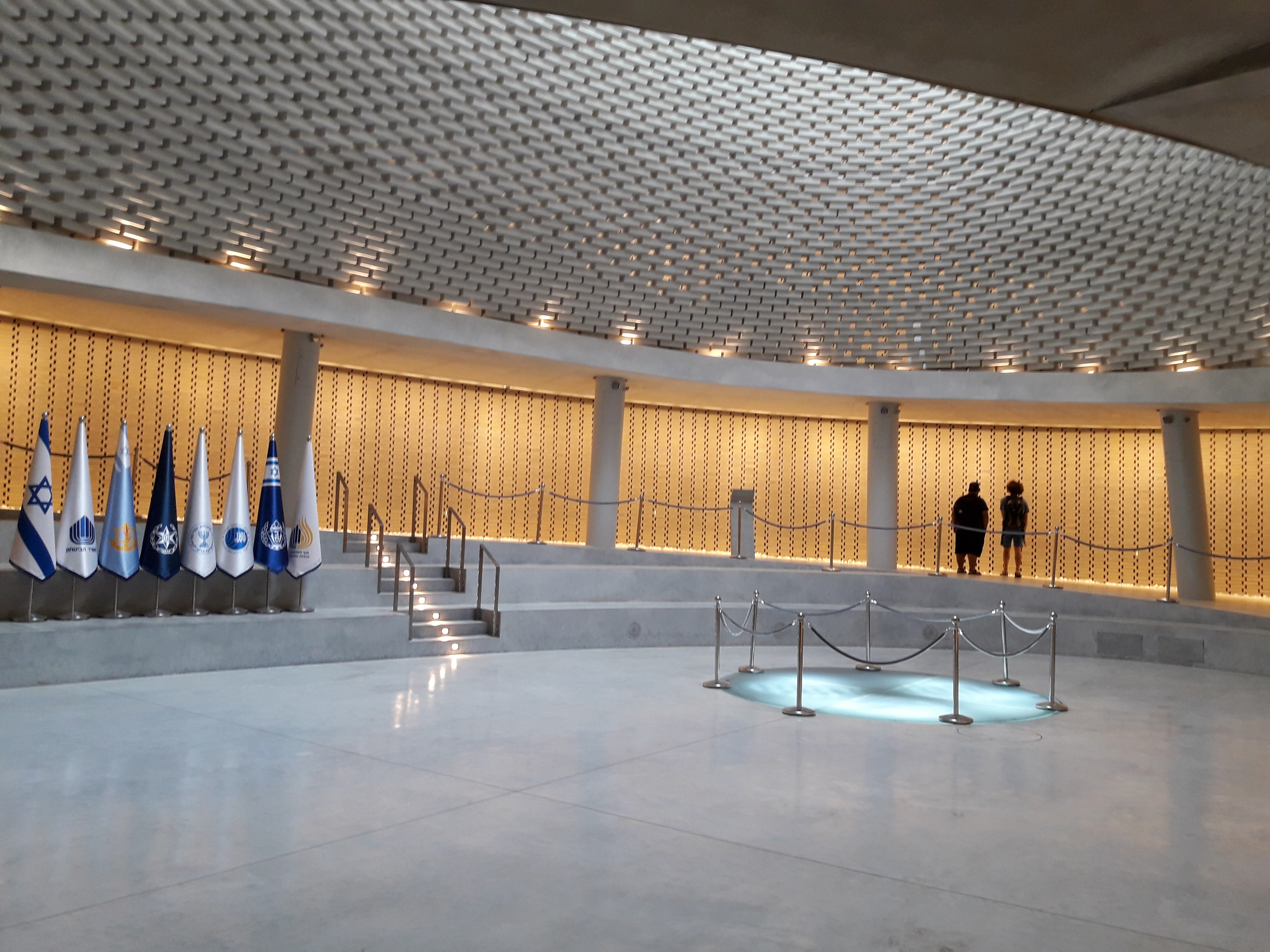
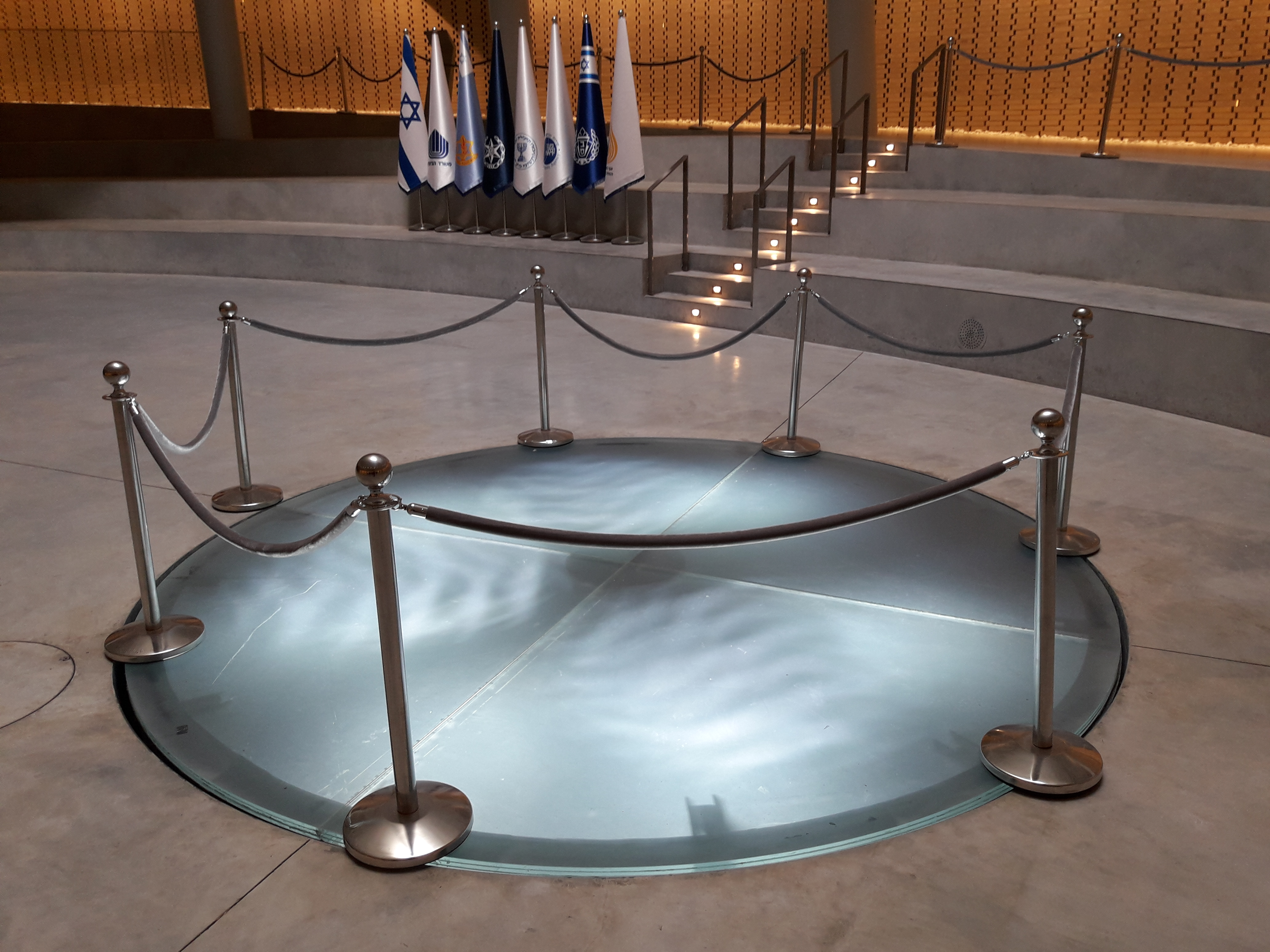
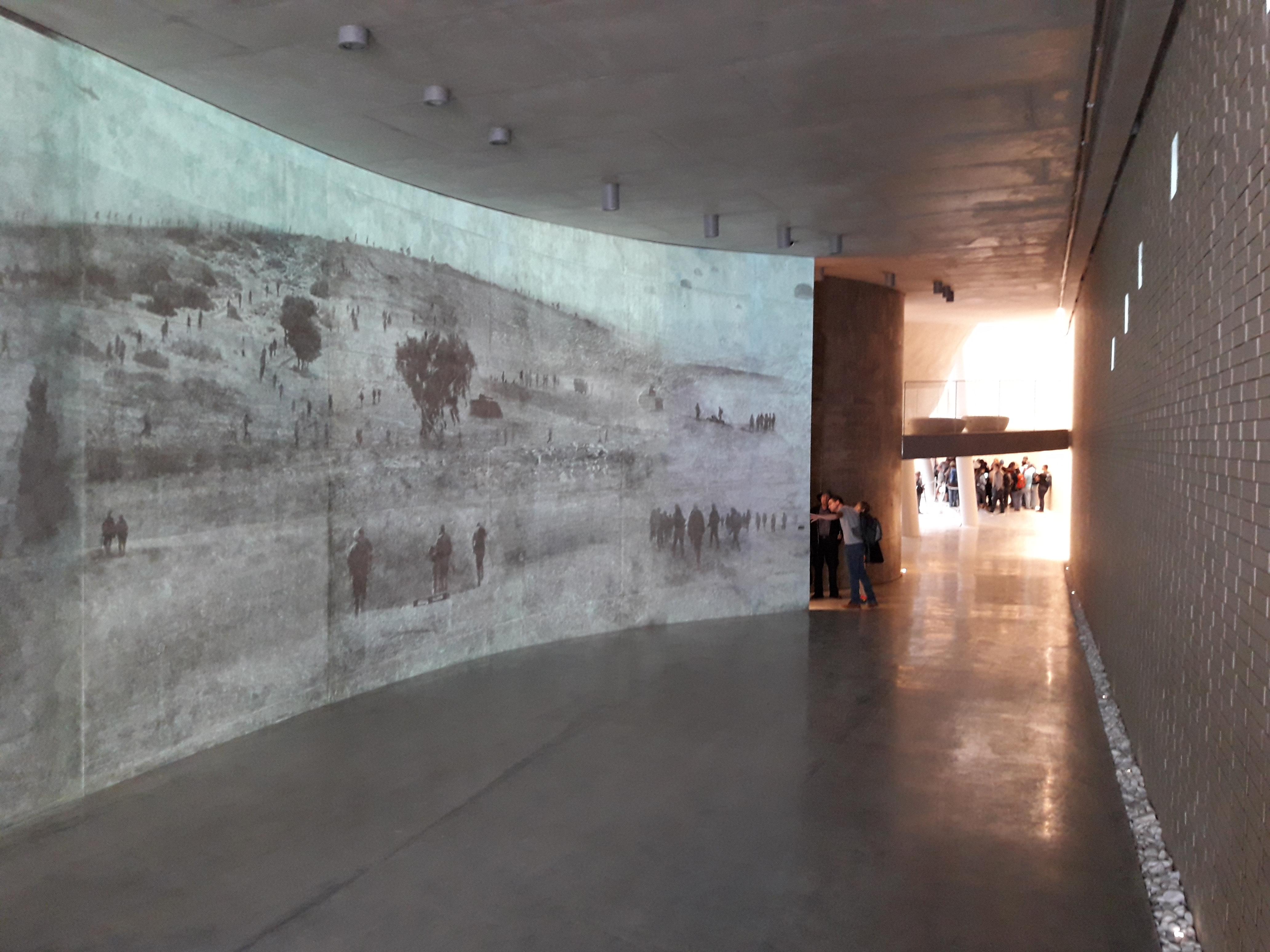
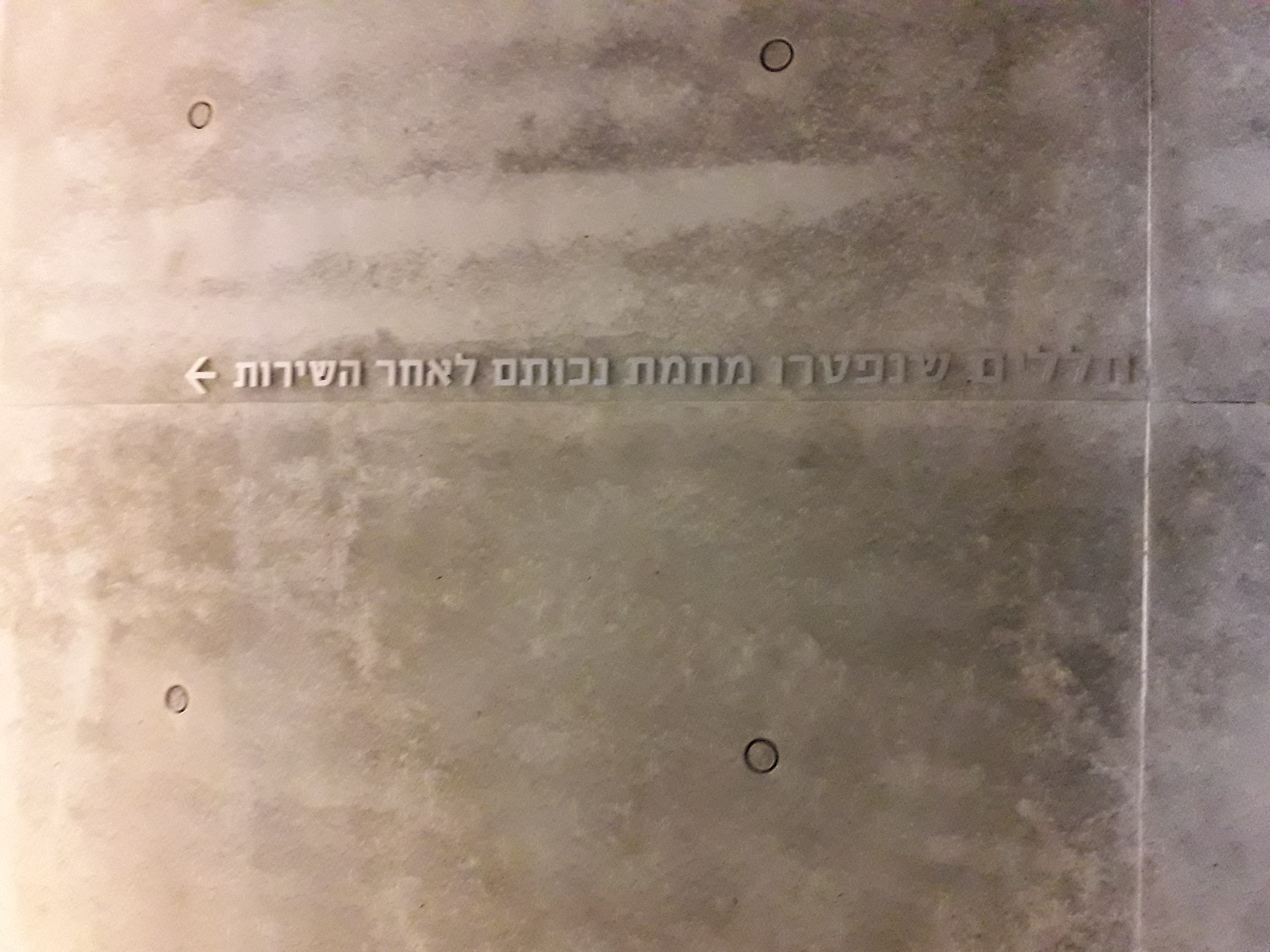
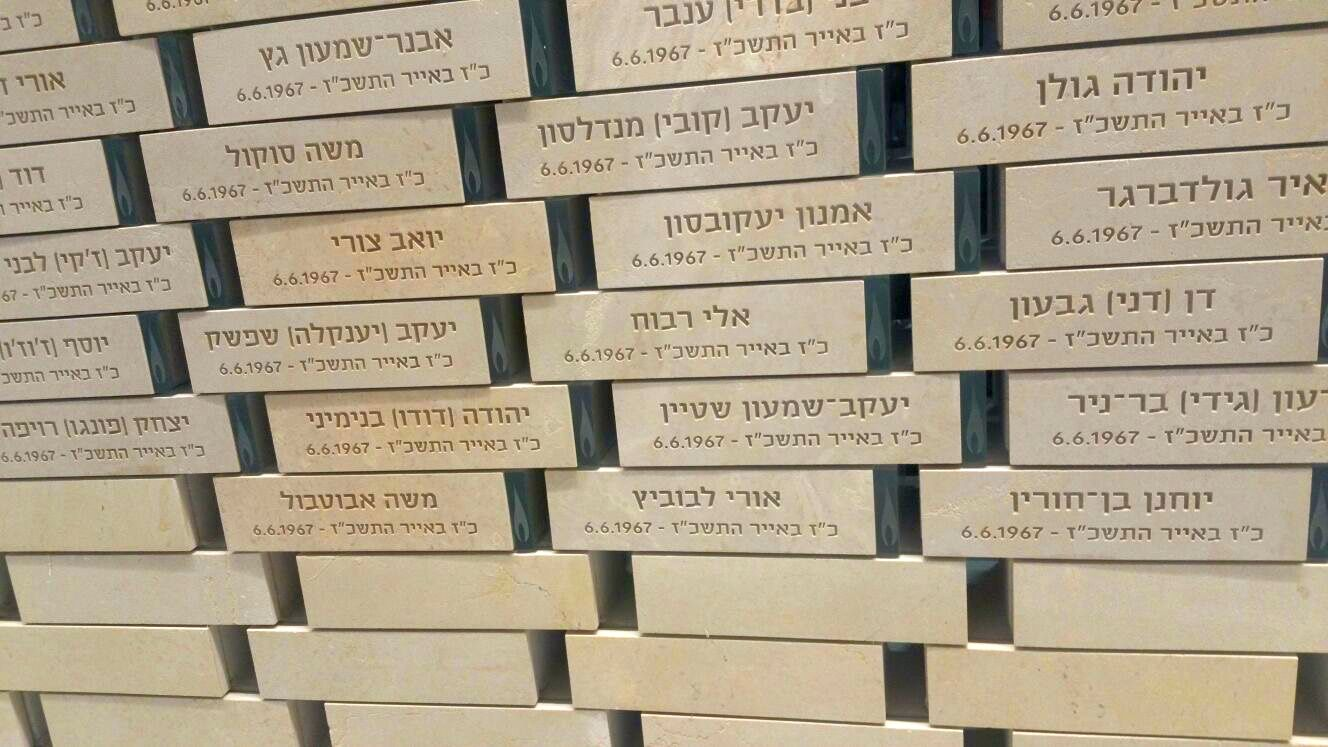
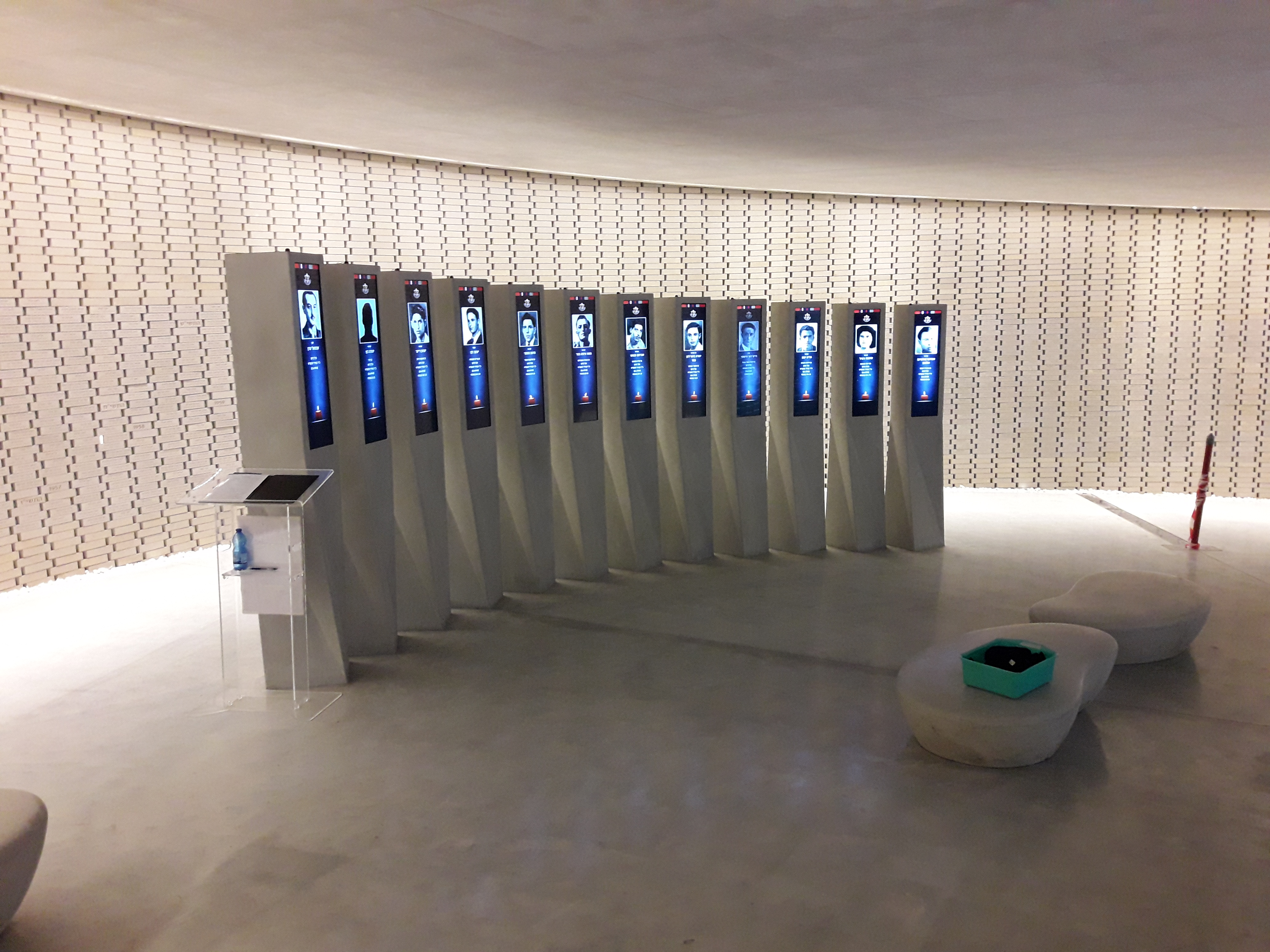